# Skogsägarförening
Skogsägarförening är i Sverige en typ av ekonomisk förening som i kooperativ samverkan tar tillvara det enskilda skogsbrukets (familjeskogsbrukets) intressen för att gynna sina medlemmars skogsbruk. I Finland har skogsvårdsföreningarna delvis likartade uppgifter.
De svenska skogsägarföreningarna köper in sitt virke från medlemmarna som avverkningsuppdrag eller leveransvirke. Förutom föryngringsavverkningar är skogsägarföreningar även i regel behjäpliga med till exempel skoglig rådgivning, upprättande av skogsbruksplaner, gallring, markberedning och försäljning av plantor. Tjänstemän anställda av en skogsägareförening kallas för skogsinspektorer. I Sverige finns tre större skogsägareföreningar som samverkar genom centralorganisationen LRF Skogsägarna. De tre föreningarna är Södra Skogsägarna, Mellanskog och Norra Skog. Tillsammans har de knappt 90 000 medlemsfastigheter som ägs av cirka 110 000 skogsägare. Den anslutna arealen är cirka 6 miljoner hektar skogsmark. Totalt finns i Sverige cirka 245 000 enskilda skogsägare.
I boken Skogsägare går samman (1957), som är en historik över skogsägarrörelsen, sammanfattas det att: 
"Föreningen, som till sin natur skall vara opolitisk, har till ändamål att främja medlemmarnas ekonomiska intressen genom att för deras gemensamma räkning idka handelsrörelse med skogsprodukter ävensom att idka annan förenlig verksamhet."